# Bodil Ipsen
Bodil Ipsen (30 de agosto de 1889-26 de noviembre de 1964) fue una actriz y directora cinematográfica danesa, considerada una de las grandes estrellas de la historia del cine de su país. Su carrera interpretativa, iniciada en el teatro y en el cine mudo, estuvo marcada por primeros papeles en grandes comedias populares y melodramas. Sin embargo, fue trabajo como directora fue el más influyente: dirigió el primer film de cine negro danés, y realizó varios thrillers psicológicos en los años 1940 y 1950. El nombre de Ipsen, junto con el de Bodil Kjer, da título al más famoso premio cinematográfico danés, el Premio Bodil.

## Biografía

### Carrera
Su nombre completo era Bodil Louise Jensen Ipsen, y nació en Copenhague, Dinamarca, siendo sus padres L. J. Ipsen († en 1913) y Laura Holst († en 1918). En 1908, tras obtener su diplomatura escolar, Ipsen empezó a estudiar en el Teatro Real de Copenhague, debutando allí el 10 de octubre de 1909 con el papel de Helene en la obra de Bjørnstjerne Bjørnson Når den ny vin blomstrer. Su trabajo teatral llamó rápidamente la atención, especialmente la del actor danés Poul Reumert. A lo largo de su carrera actuó también en el Dagmarteatret, el Folketeatret y el Betty Nansen Teatret. También fue actriz teatral en Suecia y Noruega. Ipsen hizo casi 200 papeles teatrales, la mayoría como primera actriz, así como 150 papeles en obras de teatro radiofónico, además de cuatro actuaciones televisivas.
En 1920 Ipsen debutó en el cine como protagonista en Lavinen, película dirigida por su tercer marido, Emanuel Gregers. Ella interpretó varios filmes de Gregers entre 1922 y 1923. En total, a lo largo de su carrera trabajó en doce películas. Sus papeles más destacados los hizo en comedias, encarnando por ejemplo a Bollette en Bollettes Brudefærd y a la Condesa Danner en la cinta de Gregers Sørensen og Rasmussen.
Ipsen empezó a dirigir en 1942, realizando 10 filmes en 10 años. Aunque su trayectoria como actriz se vio marcada por su trabajo en grandes comedias románticas, su tarea como realizadora se centró en la producción de dramas clásicos y películas de misterio. Su película de debut, la cual codirigió con Lau Lauritzen Jr., fue el thriller psicológico Afsporet (1942), la primera película danesa de cine negro. Dos años más tarde, Ipsen dirigió otras dos películas de género negro, Mordets Melodi (sobre un cantante acusado de asesinato) y Besættelse (1944), un thriller sobre la obsesión erótica de un hombre con una joven.
Tras Afsporet, Ipsen colaboró con Lau Lauritzen Jr. en otras cuatro películas. La segunda, La tierra será roja, sobre la ocupación Nazi de Dinamarca durante la Segunda Guerra Mundial, fue premiada en 1946 con la Palma de Oro del Festival de Cannes. En 1950, Ipsen y Lauritzen se ganaron el aplauso de la crítica por la cinta Café Paradis, una dura historia sobre alcoholismo, con la cual la directora obtuvo el Premio Bodil, nombrado como homenaje suyo y de la actriz Bodil Kjer. Dos años después, Ipsen y Lauritzen volvieron a ganar el Premio Bodil por Det Sande Ansigt.
En 1960, a los 71 años de edad, Ipsen recibió un nuevo Premio Bodil, esta vez como actriz del año por la película Tro, håb og trolddom. Posteriormente se retiró.

### Vida personal
Ipsen se casó cuatro veces. Su primer marido, con el que se casó en 1910, fue el actor Jacob Texière, pero se divorciaron ese mismo año. Después, en 1914, se casó con el ingeniero civil H.H.O. Moltke, divorciándose a los tres años. En 1919 se casó con el director Emanuel Gregers, con el que estuvo casado cuatro años. Su cuarto matrimonio, en 1932, fue con el periodista Ejnar Black. Permanecieron juntos 17 años, hasta la muerte de Black en 1949. Tras fallecer Black, Ipsen se aisló del mundo, prefiriendo la compañía de su asistenta, Stella Jensen. Bodil Ipsen falleció el 26 de noviembre de 1964 en Copenhague.

## Filmografía

### Actriz
- 1913 : Scenens børn
- 1920 : Lavinen
- 1922 : Frie fugle
- 1923 : Madsalune
- 1932 : Paustians Uhr
- 1935 : Det gyldne smil
- 1938 : Bolettes brudefærd
- 1940 : Sørensen og Rasmussen
- 1941 : Gå med mig hjem
- 1942 : Forellen
- 1957 : Ingen tid til kærtegn
- 1960 : Tro, håb og trolddom

### Directora
- 1942 : Afsporet
- 1942 : En herre i kjole og hvidt
- 1943 : Drama på slottet
- 1944 : Mordets melodi
- 1944 : Besættelse
- 1945 : De røde enge
- 1947 : Bröllopsnatten
- 1948 : Støt står den danske sømand
- 1950 : Café Paradis
- 1951 : Det sande ansigt

## Premios y distinciones
Festival Internacional de Cine de Cannes
| Año  | Categoría   | Película    | Resultado |
| ---- | ----------- | ----------- | --------- |
| 1946 | Gran Premio | Red Meadows | Ganadora  |